# George Lopez
George Lopez, född 23 april 1961 i Los Angeles i Kalifornien, är en amerikansk komiker och skådespelare. Han är en av de mest framstående amerikan-mexikanska skådespelarna. Mest känd för sin komediserie The George Lopez Show.